# Remigian Zaleski
Remigian z Otoka Zaleski herbu Dołęga (ur. 1595 zm. 22 kwietnia 1645 roku) – kasztelan łęczycki w latach 1640–1645, referendarz koronny w latach 1634–1645, pisarz łęczycki w latach 1620–1627, łowczy sieradzki w 1620 roku, sekretarz królewski w latach 1613-1623, pisarz królewski w 1611 roku, pisarz Metryki Koronnej kancelarii większej w 1620 roku, pisarz Metryki Koronnej kancelarii  mniejszej w latach 1620-1623, pisarz Metryki Koronnej w 1624 i 1626 roku,  starosta wieluński w 1626 roku, starosta warecki i bobrownicki, starosta ostrski w 1626 roku.

## Życiorys
Syn Mikołaja Zaleskiego - łowczego sieradzkiego i Katarzyny Bełdowskiej (córki Pawła - kasztelana brzezińskiego), brat Aleksandra.
Poseł na sejm 1620 roku i sejm 1621 roku z województwa łęczyckiego. Poseł na sejm 1624 roku. Poseł na sejm 1627 roku z województwa łęczyckiego. Na sejmie 1627 roku wyznaczony przez króla do lustracji królewskich dóbr stołowych do Bracławia, Kijowa i Podola. Jako pisarz ziemski łęczycki był posłem na sejm w 1623 r. Poseł na sejm koronacyjny 1633 roku, sejm 1634 roku. W 1641 r. deputowany do korekty statutu koronnego. Z małżeństwa z Anną Mielżyńską - córką Łukasza kasztelana gnieźnieńskiego,  miał córkę Teresę, żonę Adama Uriela Czarnkowskiego, która była babką królowej Polski Katarzyny z Opalinskich Leszczyńskiej i prababką po kądzieli polskich królewien – Marii Leszczyńskiej (królowej Francji jako żony Ludwika XV) i Anny Leszczyńskiej.
Jako senator brał udział w sejmach: 1640, 1641 i 1642 roku.
Zmarł w Warszawie i został pochowany w kolegiacie św. Jana.